# El Paraíso, Dolores Hidalgo
El Paraíso är en ort i Mexiko.   Den ligger i kommunen Dolores Hidalgo och delstaten Guanajuato, i den centrala delen av landet, 260 km nordväst om huvudstaden Mexico City. El Paraíso ligger 1 940 meter över havet och antalet invånare är 258.
Terrängen runt El Paraíso är platt norrut, men söderut är den kuperad. Runt El Paraíso är det ganska tätbefolkat, med 96 invånare per kvadratkilometer. Närmaste större samhälle är Dolores Hidalgo, 3,4 km nordväst om El Paraíso. Trakten runt El Paraíso består i huvudsak av gräsmarker.